# Athyrium purpurascens
Athyrium purpurascens är en majbräkenväxtart som först beskrevs av Tag., och fick sitt nu gällande namn av Kurata. Athyrium purpurascens ingår i släktet Athyrium och familjen Athyriaceae. Inga underarter finns listade.